# Harjuntakanen
Harjuntakanen eller Harjuntakanenjärvi är en sjö i Finland. Den ligger i kommunen Pihtipudas i landskapet Mellersta Finland, i den centrala delen av landet, 400 km norr om huvudstaden Helsingfors. Harjuntakanen ligger 178 meter över havet. Den är 2 meter djup. Arean är 15,4 hektar och strandlinjen är 2,24 kilometer lång. Sjön  ingår i Kymmene älvs huvudavrinningsområde.   I omgivningarna runt Harjuntakanen växer i huvudsak blandskog.